# George Gibbs
George Gibbs (* 1937, Islington, London; † 15. Dezember 2020, Windsor, Berkshire) war ein britischer VFX Supervisor, der sowohl mit Indiana Jones und der Tempel des Todes als auch mit Falsches Spiel mit Roger Rabbit einen Oscar in der Kategorie Beste visuelle Effekte erhielt. 

## Leben
Im Alter von 16 begann er als Theaterelektriker am Theater The Hackney Empire in Ostlondon zu arbeiten. Mit 21 Jahren bekam er eine Anstellung bei den Pinewood Film Studios, wo er bei mehreren Filmen an kleineren Spezialeffekten beteiligt war. Ab 1964 arbeitete er bei Gerry Anderson als Spezialeffekt-Assistent an der Puppenserie Thunderbirds. Als VFX Supervisor arbeitete er erstmals bei Kapitän Nemo, gefolgt von Spielfilmen wie Die Brücke von Arnheim, Flash Gordon und Conan der Barbar.
1985 erhielt er für Indiana Jones und der Tempel des Todes gemeinsam mit Dennis Muren, Michael J. McAlister und Lorne Peterson seinen ersten Oscar in der Kategorie Beste visuelle Effekte. Einen zweiten Oscar in derselben Kategorie erhielt er 1989 für Falsches Spiel mit Roger Rabbit zusammen mit Ken Ralston, Richard Williams und Ed Jones. Eine dritte Nominierung erhielt er 1993 für Alien 3, den Preis erhielt in diesem Jahr allerdings Der Tod steht ihr gut.

## Filmografie
- 1969: Kapitän Nemo (Captain Nemo and the Underwater City)
- 1976: Das Omen (The Omen)
- 1977: Die Brücke von Arnheim (A Bridge Too Far)
- 1978: Superman
- 1978: Tauchfahrt des Schreckens (Warlords of Atlantis)
- 1979: Im Bann des Kalifen (Arabian Adventure)
- 1980: Flash Gordon
- 1981: Die Nadel (Eye of the Needle)
- 1981: Ragtime
- 1981: The Appointment
- 1982: Conan der Barbar (Conan the Barbarian)
- 1982: Der rosarote Panther wird gejagt (Trail of the Pink Panther)
- 1982: Britannia Hospital
- 1983: Der Fluch des rosaroten Panthers (Curse of the Pink Panther)
- 1983: Der Sinn des Lebens (The Meaning of Life)
- 1984: Indiana Jones und der Tempel des Todes (Indiana Jones and the Temple of Doom)
- 1985: Brazil
- 1985: Shadey
- 1986: Die Reise ins Labyrinth (Labyrinth)
- 1987: Ishtar
- 1988: Ein Fisch namens Wanda (A Fish Called Wanda)
- 1988: Falsches Spiel mit Roger Rabbit (Who Framed Roger Rabbit)
- 1989: Indiana Jones und der letzte Kreuzzug (Indiana Jones and the Last Crusade)
- 1990: Air America
- 1992: Alien 3 (Alien³)
- 1992: Die Stunde der Patrioten (Patriot Games)
- 1992: Das Jahr des Kometen (Year of the Comet)
- 1993: Und ewig Schleichen die Erben (Splitting Heirs)
- 1995: Der erste Ritter (First Knight)
- 1996: 101 Dalmatiner (101 Dalmatians)
- 1997: Agent Null Null Nix (The Man Who Knew Too Little)
- 1997: Der Mann ohne Namen (The Saint)
- 1998: Der Mann in der eisernen Maske (The Man in the Iron Mask)
- 1998: Elizabeth
- 2000: Dungeons & Dragons
- 2000: Hotel Splendide
- 2001: From Hell
- 2002: I Spy
- 2003: Die Liga der außergewöhnlichen Gentlemen (The League of Extraordinary Gentlemen)
- 2005: Doom – Der Film (Doom)